# Jeff Wall

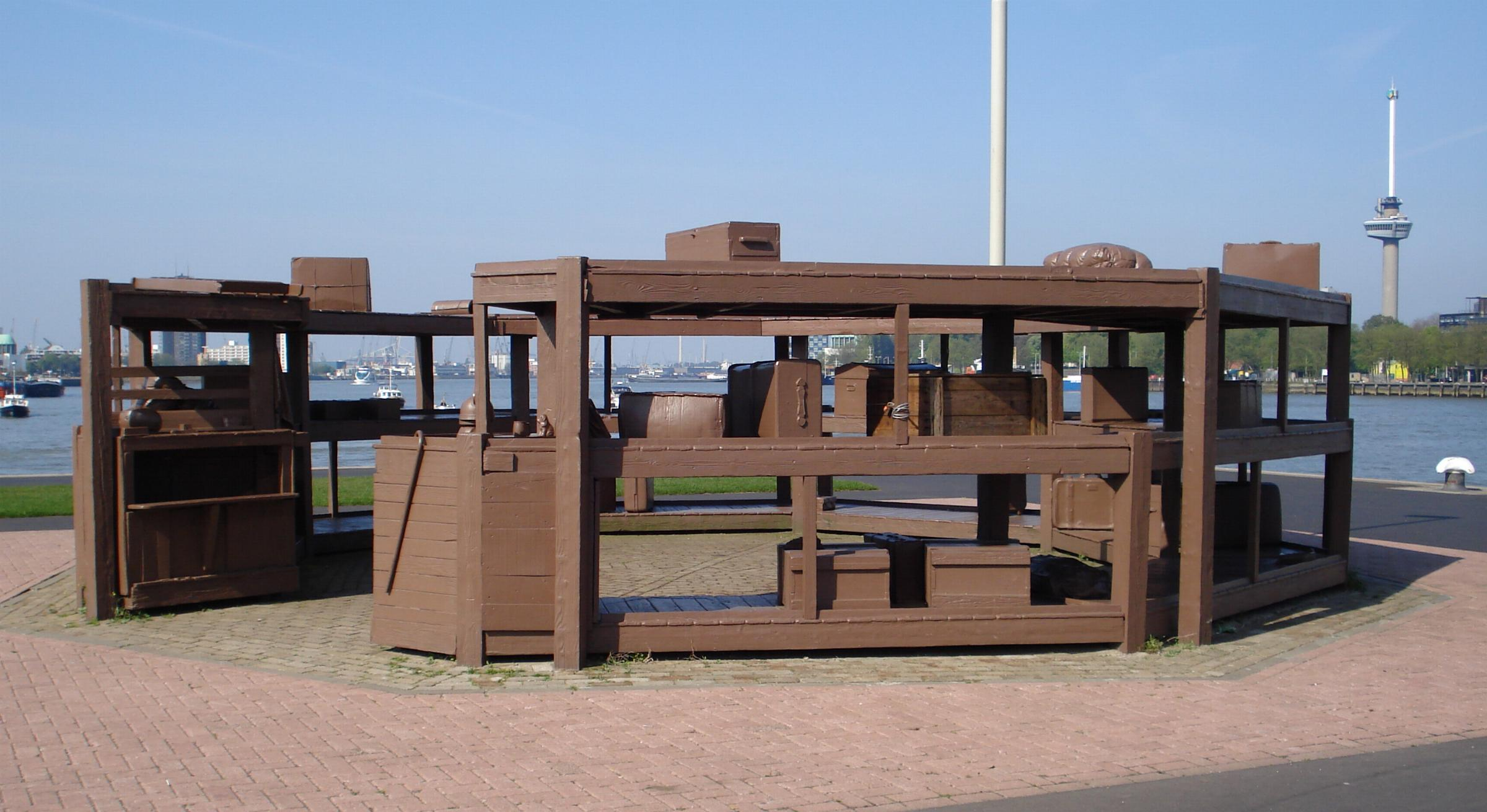
Lost Luggage Depot, Rotterdam

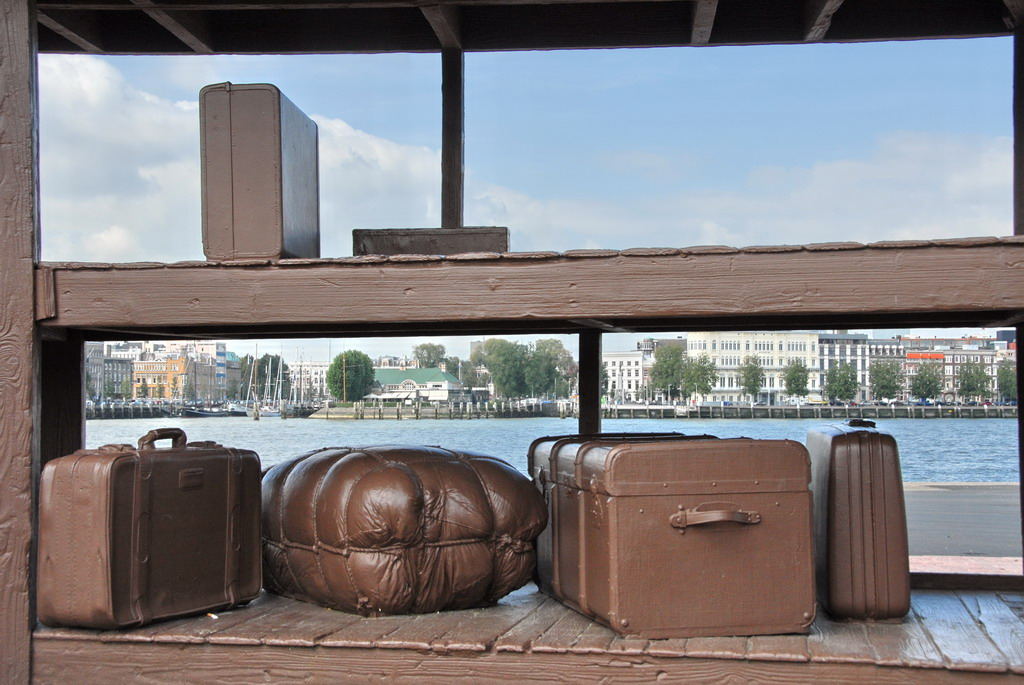
Detail Lost Luggage Depot

Jeffrey (Jeff) Wall (Vancouver, 29 september 1946) is een Canadese fotograaf, kunsthistoricus en beeldend kunstenaar.

## Leven en werk
Wall groeide op in Vancouver en studeerde tot 1970 voor zijn MA aan de University of British Columbia in
Vancouver. Aansluitend studeerde hij van 1970 tot 1973 kunstgeschiedenis aan het Courtauld Institute of Art in Londen. Na zijn afstuderen doceerde hij van 1974 tot 1975 aan het Nova Scotia College of Art and Design in Halifax en van 1976 tot 1987 aan de Simon Fraser University in Burnaby. Wall is hoogleraar aan de University of British Columbia en de European Graduate School in het Zwitserse Saas-Fee.
In 2005 was het werk van Wall te zien tijdens documenta X in de Duitse stad Kassel. In hetzelfde jaar toonde Tate Modern in Londen een overzicht van het werk van Wall en in 2007 organiseerde het Museum of Modern Art in New York een retrospectieve tentoonstelling, die daarna ook was te zien in het Art Institute of Chicago en het San Francisco Museum of Modern Art.
De kunstenaar kreeg in 2002 de Hasselblad Award en werd in 2006 benoemd tot lid van de Royal Society of Canada. In 2008 kreeg hij de Audain Prize for Lifetime Achievement van de Canadese provincie British Columbia.

## Werk in de openbare ruimte
- Lost Luggage Depot (2001), Internationale Beelden Collectie in Rotterdam – het monument, dat Wall creëerde in opdracht van de gemeente Rotterdam, is geplaatst op de Wilhelminakade op de Kop van Zuid.[3]

## Werk in openbare collecties (selectie)
- Museum De Pont, Tilburg